# Palais des gouverneurs de Porto-Novo
Pour les articles homonymes, voir Palais des gouverneurs.

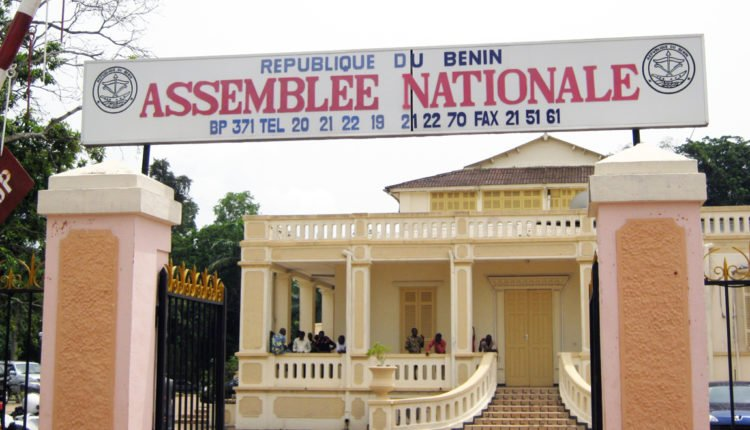
Palais abritant aujourd'hui l'Assemblée nationale.

Le Palais des gouverneurs de Porto-Novo est un bâtiment colonial construit au XXe siècle par la France. 
Situé dans la ville de Porto-Novo, il était la résidence des gouverneurs coloniaux français.
Il abrite aujourd'hui le siège de l'Assemblée nationale du Bénin.